# Егено I фон Конрадсбург
Егено I фон Конрадсбург Стари (на немски: Egeno I von Konradsburg, Conradsburg; * пр. 1021/1041; † сл. 1076/1089) е благородник от Конрадсбург в североизточен Харц, близо до Ермслебен.

## Произход
Той е син на Буркхард I фон Какелинген-Конрадсбург († ок. 1015) и внук на Егино (Агино) фон Какелинген († сл. 1021), който през 944 г. е господар на Конрадсбург. Племенник е на Алверик II фон Какелинген, баща на Бернхард I фон Какелинген († 1069), граф в Харцгау, който е баща на фамилията на графовете от Пльотцкау. В документ от 1021 г. той прави размяни.
През 1070 г. Егено I разказва във Фрицлар пред Хайнрих IV, че знаел за заговора на саксонския граф и баварски херцог Ото II фон Нортхайм против крал Хайнрих IV и че бил получил от него дори задачата да убие краля и показал дадения му меч за това. Ото е осъден да се дуелира в Гослар с Егено, но се отказва, заради по-ниския ранг на Егено. Ото се съюзява след това с Магнус Билунг и го напада, но през 1071 г. е победен и временно затворен до юли 1072 г.
Като съюзници на заговра на Егено против Ото са посочени граф Гизо II от род Гизони и граф Адалберт фон Шауенбург. Със знанието на Хайнрих IV те плануват комплота, формулират обвинението и чрез подкупения Егено разпространяват това. Гизо и Адалберт са убити през 1073 г. от хората на Ото в замъка на Гизоните Холенде.
Егено е ослепен през 1073 г. като наказание за уличен грабеж и след това тръгва из страната като слепец.

## Фамилия
Той е баща на Бурхард II фон Конрадсбург Стари (1054 – 1109) и дядо на Егено II фон Конрадсбург (пр. 1076 – 1131?).

## Вероятнно родословно дърво
- Егино (Агино) фон Какелинген († сл. 1021), появява се 944 г. вероятно като родоначалник на господарите на Конрадсбург[3]
  - Буркхард I фон Какелинген-Конрадсбург († ок. 1015)
    - Егено I фон Конрадсбург Стари (* пр. 1021; † 1089?), братовчед на фамилията графовете от Пльотцкау; 1021 има документи за размяни
      - Бурхард II фон Конрадсбург Стари (* 1054; † 1109)
        - Егено II фон Конрадсбург Млади (* пр. 1076/ок. 1093; † 1131?), ок. 1080 г. вероятно убива Адалберт II фон Баленщет
          - Бурхард фон Конрадсбург Млади (* ок. 1119; † сл. 1155)
            - Бурхард III фон Фалкенщайн (* ок. 1145; † сл. юни 1179), граф на Фалкенщайн (1160)